# Коппола, Карло
Карло Коппола (итал. Carlo Coppola) — итальянский живописец XVII века, периода барокко, работал в 1653—1665 годах в своём родном городе Неаполе. Он был учеником художника-баталиста Аньелло Фальконе и успешно работал в пейзажном и батальном жанрах, писал натюрморты в традициях неаполитанской школы. По слухам, днём он вёл беспутную жизнь, а ночи проводил за работой при свечах, но через короткое время ослеп.
Произведения художника имеются в Музее Сан-Мартино в Неаполе, где представлены «Вид на Викарию», «Вид на порт», «Вид Королевского дворца с прибытием кардинала Филомарино к вице-королю» (1647), «Въезд дона Иоанна Австрийского на Пьяцца дель Меркато» (1649), «Вид площади Пьяцца дель Кармине с праздником в 1656 году». Другие картины находятся в Национальном музее и в Национальной школе-интернате Лечче, а также в частных собраниях.

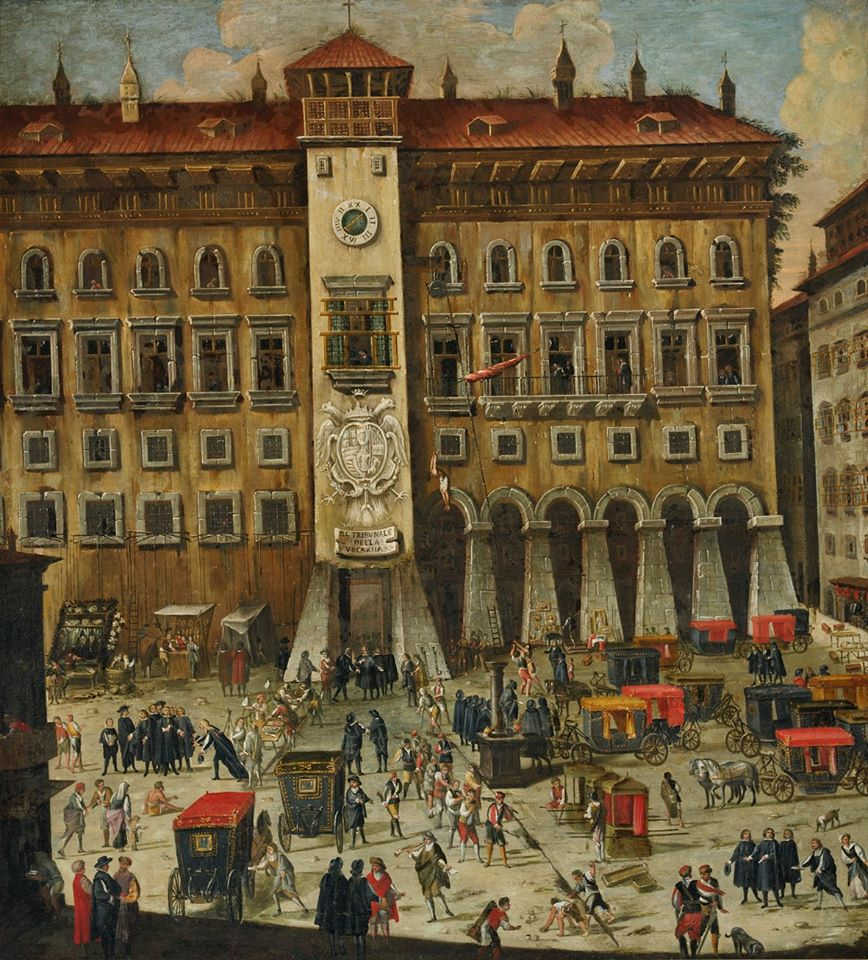
Большой суд викария в замке Капуи. Холст, масло. Музей Сан-Мартино, Неаполь
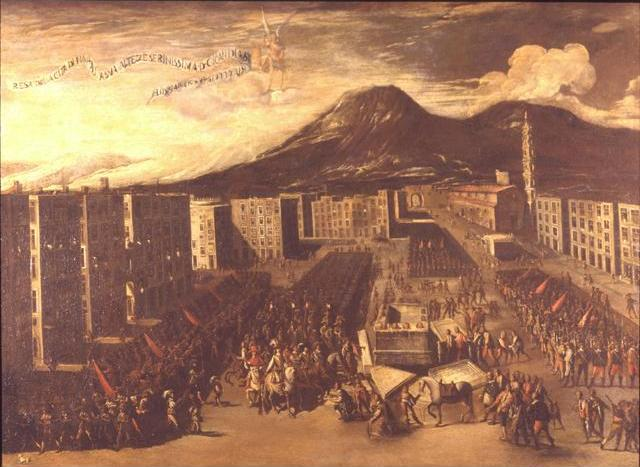
Сдача Неаполя дону Иоанну Австрийскому в 1648 году. 1648. Холст, масло. Музей Сан-Мартино, Неаполь